# أحمد مجدي (ممثل)
أحمد مجدي (4 مايو 1986-) ممثل ومخرج مصري 

## حياته ومشواره المهني
ولد في حي المنيل بالقاهرة وعاش فيها حتى سن الخامسة والده المخرج مجدي أحمد علي، والدته جزائرية ويحمل الجنسية الجزائرية تبعا لها، تخرج من كلية الحقوق بجامعة عين شمس ثم انضم لفرقة الطمي المسرحية وعمل كممثل ومساعد مخرج لمدة 3 سنوات قبل أن يخرج أول فيلم له وهو الوثائقي المستقل القصير مجرى السيل (2007) ثم انضم لورشة «الذات والمدينة - القاهرة» والتي شهدت إخراجه لفيلمه الوثائقي زيزو (2007) بعدها أخرج فيلم كيكة بالكريمة (2008) الحاصل على جائزة لجنة الحكام في مهرجان الفيلم المستقل بالجزائر وبالأردن وجائزة الصقر الفضي من مهرجان الفيلم العربي بروتردام وشارك فيلمه الوثائقي إلى البحر في مهرجان أبوظبي السينمائي الدولي 2009 وهو نفس المهرجان الذي انضم إلى عضوية لجنة تحكيم الأفلام القصيرة فيه عام 2012، وقد حصل على منحة صندوق دعم الأفلام سند في مهرجان أبوظبي السينمائي 2013 ومنحة الصندوق العربي للثقافة والفنون (آفاق) 2014 لفيلمه الروائي الأول لا أحد هناك. وكممثل حصل على عدة جوائز عن مشاركته في أفلام ومسلسلات في المهرجانات بدأ حياته الفنية، من خلال فيلم «باب الوداع»، شارك في عدة أعمال فنية منها فيلم «عصافير النيل»، الذي كان من إخراج والده مجدي أحمد علي، وفيلم «ميكروفون»، ومسلسل «سر علني»، ومسلسل «نابوليون والمحروسة»، ومسلسل «الداعية» في يناير 2022 شارك المغنية التونسية أميمة طالب في أغنيتها المصورة «أنا شايفاك» من إخراج بتول عرفة

### حياته الأسرية
تزوج من نهى خطاب في أغسطس 2018 وهى فتاة من خارج الوسط الفني، بحضور عدد من مشاهير الفن، بعدما عقد قرانه عليها، في 21 يوليو الماضي، في احتفال عائلى حضره عدد من المقربين فإليك أول صور من حفل زفافه. ثم حدث طلاق بينه وبين نهى خطاب وصرح هذا الخبر خلال لقائه في برنامج تفاعلكم، ومن و أبرز تصريحات الفنان أحمد مجدي(طلقت من سنتين، والعلاقة كلها كانت أربع سنين فقط.)

## أعماله

### في التلفزيون
| سنة الإنتاج | اسم المسلسل               | الشخصية               |
| ----------- | ------------------------- | --------------------- |
| 2025        | أثينا                     | يوسف                  |
| 2025        | السراب                    | نور                   |
| 2024        | سر إلهي                   | (يحيى)                |
| 2023        | تلت التلاتة               | (علي)                 |
| 2023        | الأجهر                    | (باهي)                |
| 2022        | المشوار                   | (المقدم علاء)         |
| 2021        | قصر النيل                 | (خالد نوح)            |
| 2021        | بنت السلطان               | (حسام)                |
| 2021        | الآنسة فرح 3              | (شادي)                |
| 2020        | الآنسة فرح 2              | (شادي)                |
| 2020        | فرصة تانية                | (زياد)                |
| 2019        | الآنسة فرح                | (شادي)                |
| 2018        | بالحجم العائلي            | (فادي)                |
| 2017        | الدخول في الممنوع         |                       |
| 2017        | لأعلى سعر                 | (كريم)                |
| 2017        | واحة الغروب               | (رضوان)               |
| 2017        | حجر جهنم                  | (عمرو)                |
| 2017        | لا تطفئ الشمس             | (يوسف زوج إنجي)       |
| 2017        | نصيبي وقسمتك 2-جدول الضرب |                       |
| 2016        | الخروج                    | (الدكتور أمجد العطار) |
| 2015        | العهد (الكلام المباح)     | (الشاعر علاء)         |
| 2015        | البيوت أسرار              | (إبراهيم الديك)       |
| 2013        | الداعية                   | (عليش)                |
| 2012        | سر علني                   | (فريد)                |
| 2012        | نابليون والمحروسة         |                       |

### في السينما
| سنة الإنتاج | الفيلم            | الشخصية           |
| ----------- | ----------------- | ----------------- |
| 2020        | حظر تجول          |                   |
| 2018        | بلاش تبوسني       |                   |
| 2018        | ليل/ خارجي        | (مجدي)            |
| 2017        | مولانا            | (حسن)             |
| 2017        | صيف تجريبي        |                   |
| 2016        | علي معزة وإبراهيم | (إبراهيم)         |
| 2014        | باب الوداع        | (الإبن شابا)      |
| 2015        | نوارة             | (إياد)            |
| 2012        | طرق الأبواب       |                   |
| 2011        | ميكروفون          | (مجدي)            |
| 2010        | عصافير النيل      | (عبد الله (الشاب) |
| 2008        | كل خطوة           |                   |
| 2008        | هنا وهناك         |                   |

### في التأليف
- (2018): لا أحد هناك
- (2008): كيكة بالكريمة

### في الإخراج
- (2018): لا أحد هناك
- (2009): الي البحر
- (2008): زيزو
- (2008): كيكة بالكريمة

## جوائز
- مصر: جائزة مجلة «الدير جيست» «أفضل فنان شاب» وذلك عن مجمل أعماله في عام 2017.[7]
- مصر: جائزة أفضل فيلم روائي عن فيلم مولانا في المهرجان القومي للسينما المصرية2018 .

## وصلات خارجية
- أحمد مجدي على موقع IMDb (الإنجليزية)
- أحمد مجدي على موقع قاعدة بيانات الأفلام العربية
- أحمد مجدي على موقع قاعدة بيانات الفيلم (الإنجليزية)